# Арконсе
Арконсе́ (фр. Arconcey) — коммуна во Франции, находится в регионе Бургундия. Департамент коммуны — Кот-д’Ор. Входит в состав кантона Пуйи-ан-Осуа. Округ коммуны — Бон.
Код INSEE коммуны — 21020.

## Население
Население коммуны на 2010 год составляло 216 человек.
| 1962 | 1968 | 1975 | 1982 | 1990 | 1999 | 2010 |
| ---- | ---- | ---- | ---- | ---- | ---- | ---- |
| 245  | 260  | 229  | 207  | 193  | 188  | 216  |

## Экономика
В 2010 году среди 133 человек трудоспособного возраста (15—64 лет) 99 были экономически активными, 34 — неактивными (показатель активности — 74,4 %, в 1999 году было 69,4 %). Из 99 активных жителей работали 96 человек (52 мужчины и 44 женщины), безработных было 3 (2 мужчин и 1 женщина). Среди 34 неактивных 9 человек были учениками или студентами, 19 — пенсионерами, 6 были неактивными по другим причинам.